# La Roche-Blanche (Loire-Atlantique)
La Roche-Blanche település Franciaországban, Loire-Atlantique megyében. Lakosainak száma 1258 fő (2022. január 1.). La Roche-Blanche Mésanger, Pouillé-les-Côteaux, Vair-sur-Loire, Ancenis-Saint-Géréon, Loireauxence és Vallons-de-l'Erdre községekkel határos.

## Népesség
A település népességének változása:
| Lakosok száma | 671  | 843  | 930  | 921  | 1154 | 1180 | 1194 | 1225 | 1241 | 1258 |
|               | 1968 | 1982 | 1990 | 2006 | 2013 | 2015 | 2017 | 2019 | 2020 | 2022 |